# مديرية المحابشة

تعديل مصدري - تعديل

مديرية المحابشة إحدى مديريات محافظة حجة في اليمن. بلغ عدد سكانها 50865 نسمة عام 2004. تضم خمس عزل.

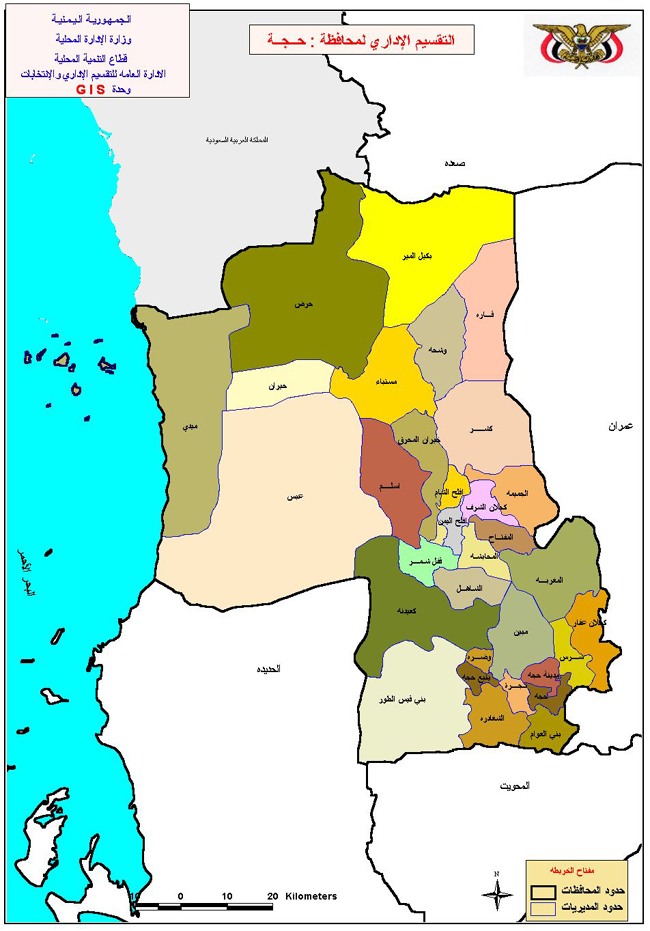
موقع مديرية المحابشة في محافظة حجة